# Eilerts-de-Haan-Gebirge
Das Eilerts-de-Haan-Gebirge ist eine ab der Grenze mit Brasilien nach Norden verlaufende unzusammenhängende Bergkette in Suriname, im Distrikt Sipaliwini.
Es ist südlicher Bestandteil des Wilhelminagebirges. Das Eilerts-de-Haan-Gebirge erreicht im Süden eine maximale Höhe von 884 m, die nach Norden hin langsam abnimmt und am Oberlauf des Awalapakreek bis unter 500 m absinkt. Im weiteren Verlauf nimmt es an Höhe wieder bis 800 m zu, sinkt dann wiederum und erreicht im Norden seine höchste Erhebung mit 986 m. Das Gebirge – bzw. die Bergkette – hat verschiedene Ausläufer mit teilweise über 500 m Höhe.

## Erforschung
Die ersten wissenschaftlichen Untersuchungen des Gebietes wurden durch die Expedition von Eilerts de Haan 1908, die Corantijn-Expedition von Eilerts de Haan und Kayser 1910–1911 und die Wilhelminagebirge-Expedition von Stahel und Ijzerman 1926 unternommen. In den 1860er und 1870er Jahren waren vor allem das Centraal Bureau Luchtkartering (Zentrales Amt für Luftbildkartierung) und der Geologisch Mijnbouwkundige Dienst (Geologisch-bergbaukundlicher Dienst) für die Erforschung verantwortlich.
Das Gebirge ist nach dem Leutnant zur See und Kartografen Johan Eilerts de Haan benannt, der als Teilnehmer der Corantijn-Expedition 1910 an Malaria verstarb und der am Fuße der später nach ihm benannten Bergkette begraben liegt.
Im Februar 2000 unternahm ein Nachfahre von Johan Eilerts de Haan erneut eine Expedition in das Gebiet, um das Grab aufzusuchen. Die Expedition über den Gran-Rio  war erfolgreich und wurde durch den TV-Sender National Geographic filmisch aufbereitet.

## Naturreservat
Der Bereich gehört seit 1966 zu den größten Naturreservaten Surinames mit circa 220.000 ha. Die Grenzen bilden der Zuidrivier (Südfluss) und der Lucierivier. Der Lucierivier wurde durch Eilerts de Haan 1908 erstmals kartografisch erfasst und ist nach seinem Patenkind benannt. Seit 1998 ist das Schutzgebiet mit weiteren Reservaten Bestandteil des 1,6 Millionen ha oder 16.000 km² großen Zentral-Suriname-Naturschutzgebietes.